# Кызыл-Коргон (Ошская область)
Кызыл-Коргон (кирг. Кызыл-Коргон) — село в Араванском районе Ошской области Кыргызстана. Входит в состав Мангытского айылного аймака.

## География
Село расположено в западной части области, на берегах реки Аравансай, на расстоянии приблизительно 11 километров (по прямой) к юго-востоку от села Араван, административного центра района.

## Население
Согласно оценочным данным Национального статистического комитета Кыргызской Республики, численность населения села на начало 2023 года составляла 1129 человек.
| год     | 2009 | 2014 | 2015 | 2020 | 2021 | 2023 |
| ------- | ---- | ---- | ---- | ---- | ---- | ---- |
| человек | 1014 | 888  | 898  | 1017 | 1072 | 1129 |